# Calico Rock
La ville américaine de Calico Rock est située dans le comté d'Izard, dans l’État de l’Arkansas. Lors du recensement de 2000, sa population s’élevait à 991 habitants.

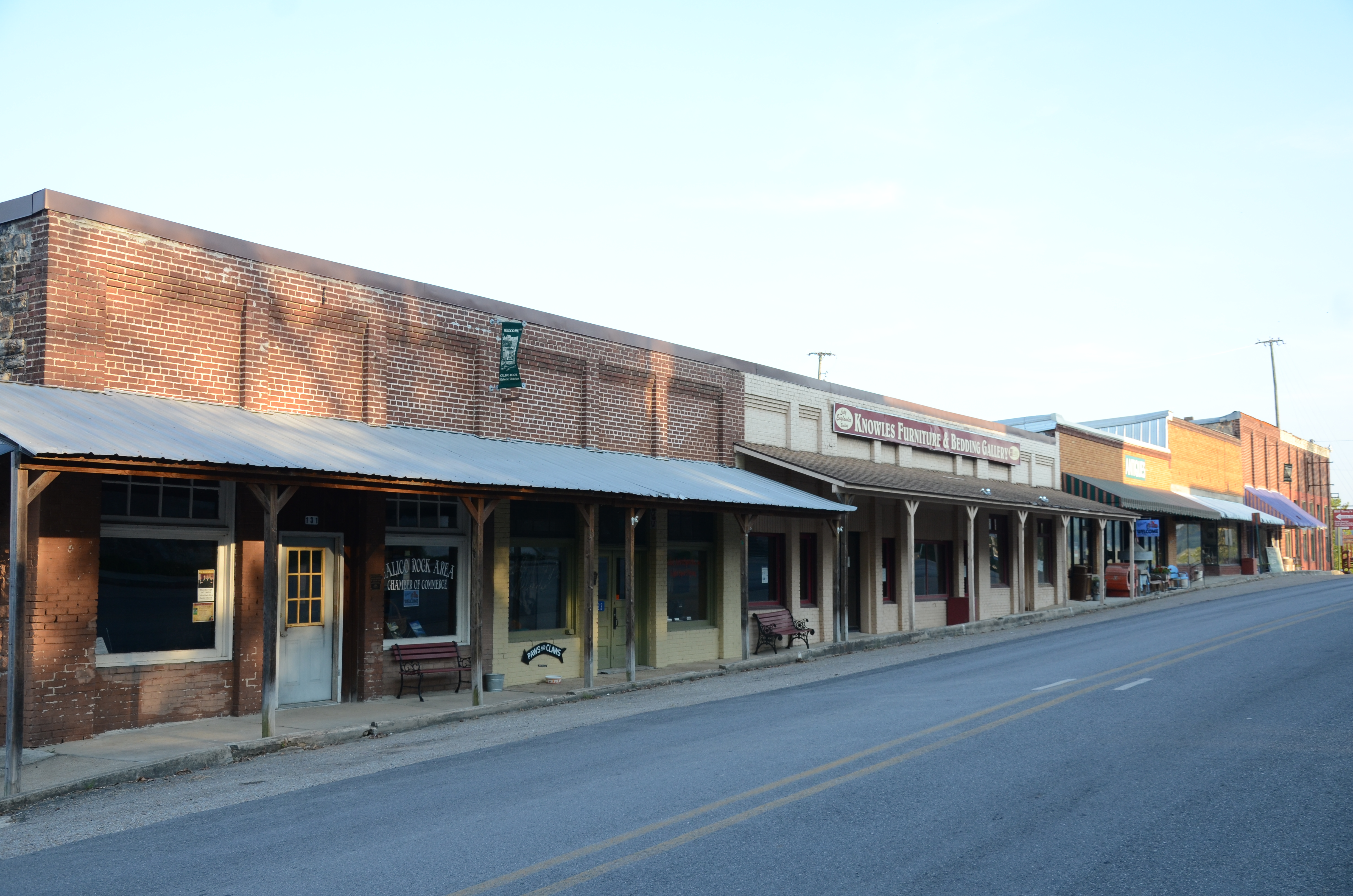
Quartier historique de Calico Rock

## Démographie
| 1910 | 1920 | 1930 | 1940 | 1950 | 1960 |
| ---- | ---- | ---- | ---- | ---- | ---- |
| 401  | 479  | 659  | 738  | 963  | 773  |

| 1970 | 1980  | 1990 | 2000 | 2010  | - |
| ---- | ----- | ---- | ---- | ----- | - |
| 723  | 1 046 | 938  | 991  | 1 545 | - |